# Littérature kabarde

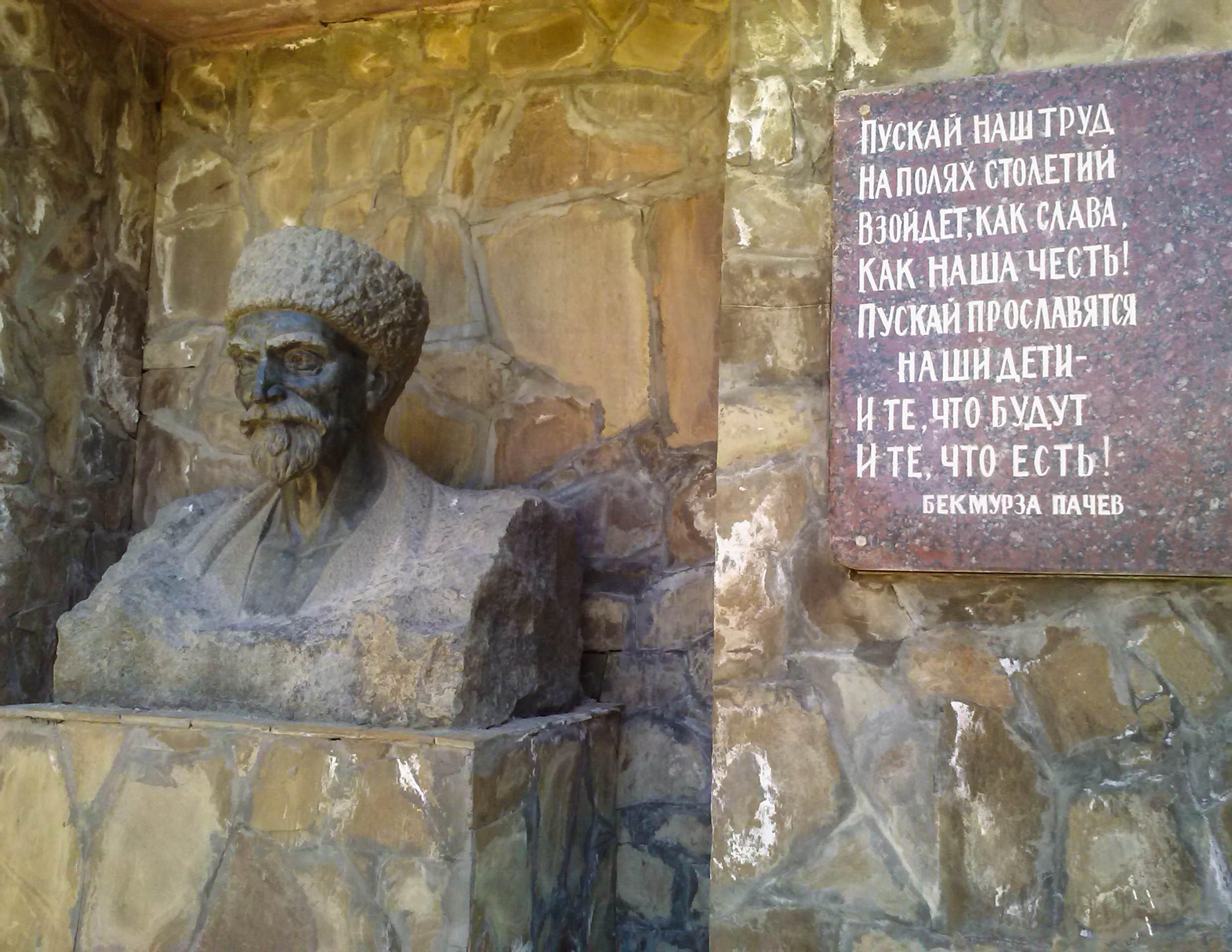
Bekmurza Patchev

L'expression « littérature kabarde » se réfère à la littérature du peuple kabarde (Caucase Nord-Est). Elle est parfois dénommée littérature kabardo-tcherkesse, par allusion à la langue kabardo-tcherkesse, ce qui sous-entend alors que cette littérature est représentée par les traditions littéraires autonomes de deux peuples : les Kabardes et les Tcherkesses.
La population totale des Circassiens est estimée en 2020 à 4 000 000 individus, et celle des kabardophones à 650 000.

## Ethnie et langue
Les Kabardes sont un peuple de la Ciscaucasie (appelée aussi Caucase du Nord, ou Caucase septentrional). Ils appartiennent, avec les Tcherkesses et les Adyguéens, à la même communauté ethnique. Ces ethnies se désignent elles-mêmes par l'endonyme d'« Adyghé ».
Leurs langues composent la branche adygo-abkhaze de la famille caucasienne. L'Adyguéen (langue), langue des Adyguéens, possède quatre dialectes (le bjedoukh, le chapsoug, le temirgoï et l'abadzekh), qui sont parlés par les peuples du même nom,. Le dernier représentant de l'Oubykh, la langue sœur, est décédé en 1987.

## Sources culturelles
Le développement de la littérature nationale trouve ses sources dans le folklore oral (chansons, contes de fées, proverbes et légendes sur les Nartes), médium fondamental de la préservation de l'histoire populaire des Kabardes.

## Alphabétisation
Malgré des tentatives des adyghés Chora Noghma (ru), Umar Berséï (ru) (1853), Bekmurza Patchev (ru), Tsago Nuri, Tausultan Cheretloko (1814), Muhammed Ptchegatluko (1918) entre autres, qui ont créé des versions de l'alphabet circassien en utilisant les graphies arabes, les peuples adyghés ont ignoré l'expression écrite jusqu'au milieu des années 1920. À partir des années 1930-1940, les auteurs kabardes ont commencé à publier des ouvrages en langue russe. Le pouvoir soviétique, en introduisant l'alphabétisation en 1923, a ainsi permis la naissance de la littérature en langue kabarde.

## Années 1920-1930
Ali Chogentsukov (1900-1941) est reconnu comme le fondateur de la littérature kabarde, et il a largement contribué à son essor. Chogentsukov composait des vers au style publiciste, sur les thèmes de la nature et de la révolution. Il est l'inventeur de l'art lyrique du paysage en poésie kabarde. Ses travaux poétiques, parmi lesquels figurent le roman en vers Kambot et Lyatsa, les poèmes Madina, Kyzburun, Le jeune héros et La nuit d'hiver, sont entrés dans le domaine public.
Dès les années 1920, un grand nombre d'œuvres de littérature kabarde en prose sont parues, mais la plupart dans des genres mineurs comme la nouvelle ou l'essai documentaire. Pendant la deuxième moitié des années 1920, la poésie kabarde est adoptée par de nouveaux auteurs, dont  Alim Kechokov (ru), Adam Choghentsukov (ru), Amirkhan Chomakhov, et Betal Kuachev (ru).

## La Grande Guerre
Vers le début des années 1940, le processus de formation initiale de la littérature kabardienne s'achève. Pendant la Grande Guerre, un grand nombre d'écrivains partent au front : Alim Kechokov, Betal Kuachev, Adam Choghentsukov, et Amirkhan Chomakhov. Les œuvres littéraires de cette période expriment des sentiments patriotiques, expression de la volonté de vaincre. Les exemples les plus notables en sont les poésies La parole de la patrie, Le Serment (Kechokov), les chansons La Grande Guerre nationale, Kubati Kardanov, Mamicha Nauruzov (Amirkhan Khavpatchev (ru)), la pièce Trois tankistes (Askerbi Chortanov (ru)), etc.

## Années 1950-1960
Le poème Le père d'Alim Kechokov et la pièce L'épreuve de Khatchim Téunov (ru), publiés juste après la victoire, marquent l'adoption de la forme épique en littérature kabarde. En 1953, Askerbi Chortanov écrit le premier roman kabardien, Les montagnards. En 1958, Alim Kechokov publie L'instant merveilleux — premier tome de sa trilogie Les sommets ne dorment pas. Le deuxième et troisième roman voient le jour en 1965 (Le croissant vert) et en 1981 (Un sabre pour l'émir).